# Тецнер, Лиза
Лиза Тецнер (нем. Lisa Tetzner; 10 ноября 1894, Циттау, Германия, — 2 июля 1963, Лугано, Швейцария) — немецко-швейцарская детская писательница и сказочница.

## Биография

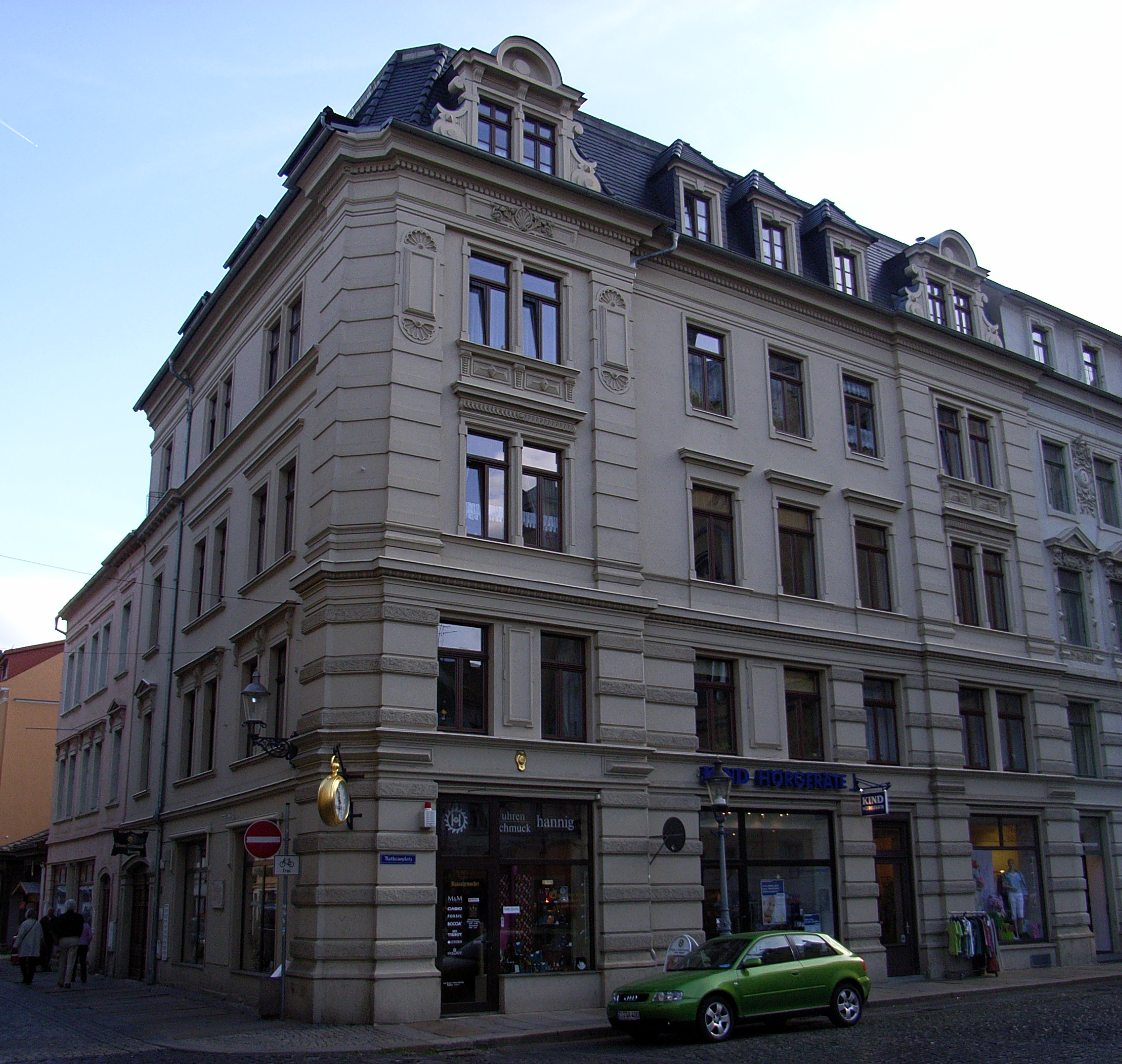
Родной дом Тецнер в Циттау

Была дочерью врача. В возрасте 11 лет заболела коклюшем, в результате которого получила воспаление левого коленного сустава, парализовавшее колено. Лишь через несколько лет лечения Лиза смогла вновь обрести подвижность.
В 19 лет, вопреки воле отца и несмотря на своё хрупкое здоровье, начала учиться в берлинском Социальном женском училище, желая стать ассистентом в полиции. Поступила в актёрскую школу Макса Рейнхардта, где посещала курсы по развитию выразительной речи и постановке голоса, а также была зачислена в Берлинский университет на курс Эмиля Милана, преподававшего декламацию. Милан стал главным наставником Тецнер, а также поддержал её увлечение народными сказками. Параллельно она участвовала в молодёжном движении. В 1917 году Тецнер встретилась с издателем Ойгеном Дидерихсом, и это оказало решающее влияние на её дальнейшую жизнь — она начала путешествовать по Тюрингии, Швабии и Рейнской области, собирая местные сказки, и вскоре написала свою первую книгу «Как рассказывать сказки».
В 1919 году в Тюрингии Тецнер познакомилась с писателем, членом КПГ Куртом Клебером. В 1921 году она оказалась вновь надолго прикована к постели, на этот раз из-за правостороннего коксита — хотя воспаление и удалось на этот раз вылечить. В 1924 году вышла замуж за Клебера. В 1927 году возглавила детскую редакцию берлинского радио, а с 1932 года отвечала за детское радиовещание и на других радиостанциях. Кроме этого, собрала обширную коллекцию сказок, а с 1928 года сама начала писать детские книги.
В 1933 году, не разделяя нацистскую идеологию, иммигрировала вместе с мужем в Швейцарию. Книги Клебера были включены нацистами в список книг, подлежащих сожжению. У Тецнер была сожжена книга «Ганс Уриан, или История кругосветного путешествия», а все прочие книги были запрещены.
Клебер и Тецнер поселились в городе Карона, по соседству со своим другом Германом Гессе (там же до своего отъезда в Данию жил Бертольт Брехт). В том же году Тецнер начала писать своё самое значительное произведение — цикл «Приключения детей из дома № 67. Детская Одиссея», направленный против преступлений нацизма и насчитывающий девять повестей (последняя была написана в 1949 году).
В 1937—1955 годах Тецнер преподавала развитие выразительной речи в кантональном педагогическом институте Базеля. В 1938 году была лишена немецкого гражданства; в 1948 году получила гражданство Швейцарии.
В 50-х годах активно продвигала в Германии фантастическую детскую литературу (особенно «Пеппи Длинныйчулок» Астрид Линдгрен), до этого не пользовавшуюся спросом. В 1957 году перевела на немецкий язык роман К. С. Льюиса «Лев, колдунья и платяной шкаф».

## Сочинения

### Детские книги, сказки и пьесы для детей
- Guckheraus, heißt mein Haus, 1925.
- Das Märchen vom dicken, fetten Pfannkuchen, 1925.
- Der Gang ins Leben, 1926.
- Die sieben Raben, 1928.
- Hans Urian oder Die Geschichte einer Weltreise, 1929.
- Der große und der kleine Klaus, 1929.
- Vom Märchenbaum der Welt, 1929.
- Der Fußball, 1932.
- Siebenschön, 1933.
- Was am See geschah, 1935.
- Die Reise nach Ostende, 1936.
- Der Wunderkessel, 1936.
- Belopazü, 1938.
- Die schwarzen Brüder, 1940-41 (в 2-х тт.).
- Sugus Märchenbuch, 1950.
- Su — Die Geschichte der sonderbaren zwölf Nächte, 1950.
- Der kleine Su aus Afrika, 1952.
- Die schwarze Nuss, 1952.
- Su und Agaleia, 1953.
- Das Töpflein mit dem Hulle-Bulle-Bäuchlein, 1953.
- Wenn ich schön ware, 1956.
- Das Mädchen in der Glaskutsche, 1957.

#### Erlebnisse und Abenteuer der Kinder aus Nr. 67
- Том 1: Erwin und Paul, 1933.
- Том 2: Das Mädchen aus dem Vorderhaus, 1948.
- Том 3: Erwin kommt nach Schweden, 1941.
- Том 4: Das Schiff ohne Hafen, 1943.
- Том 5: Die Kinder auf der Insel, 1944.
- Том 6: Mirjam in Amerika, 1945.
- Том 7: War Paul schuldig?, 1945.
- Том 8: Als ich wiederkam, 1946.
- Том 9: Der neue Bund, 1949.

### Репортажи, статьи, теоретические работы
- Vom Märchenenerzählen im Volk, 1919.
- Auf Spielmanns Fährten und Wandertagen, 1923.
- Im Land der Industrie, zwischen Rhein und Ruhr, 1923.
- Im blauen Wagen durch Deutschland, 1926.
- Das war Kurt Held. 40 Jahre Leben mit ihm, 1961.
- Das Märchen und Lisa Tetzner. Ein Lebensbild, 1966.

### Редакторские работы
- Deutsches Rätselbuch, 1924.
- Die schönsten Märchen der Welt für 365 und einen Tag (4 Bd.) (= Märchenjahr), München, 1956.
- Dänische Märchen, 1948.
- Englische Märchen, 1948.
- Französische Märchen, 1948.
- Sizilianische Märchen, 1950.
- Russische Märchen, 1950.
- Negermärchen, 1950.
- Indianermärchen, 1950.
- Märchen der Völker, 1950.
- Japanische Märchen, 1950.
- Türkische Märchen, 1950.
- Indische Märchen, 1950.
- Bunte Perlen. Kindergeschichten aus aller Welt, 1956.
- Das Märchenjahr (2 Bd.), 1956.
- Europäische Märchen, 1958.